# Lemonia
Lemonia — рід лускокрилих комах з родини брамей (Brahmaeidae).

## Поширення
Представники роду поширені в Євразії та Північній Африці.

## Види
- Lemonia balcanica (Herrich-Schäffer, 1847)
- Lemonia ballioni (Christoph, 1888) — шовкопряд Балліона
- Lemonia beirutica Daniel, 1965
- Lemonia dumi (Linnaeus, 1761) — шовкопряд салатний
- Lemonia pauli Staudinger, 1894
- Lemonia peilei Rothschild, 1921
- Lemonia philopalus Donzel, 1842
- Lemonia pia Püngeler, 1902
- Lemonia ponticus (Aurivillius, 1894)
- Lemonia sacrosancta Püngeler, 1902
- Lemonia sardanapalus Staudinger, 1887
- Lemonia strigata Rebel, 1910
- Lemonia taraxaci (Denis & Schiffermüller, 1775) — шовкопряд кульбабовий
- Lemonia vallantini Oberthür, 1890